# Ben Turpin
Ben Turpin, nato Bernard Turpin (New Orleans, 19 settembre 1869 – Santa Monica, 1º luglio 1940), è stato un attore e comico statunitense nell'epoca del film muto.

## Biografia
La principale caratteristica fisica di Ben Turpin è stato lo strabismo, che divenne la chiave del successo del suo personaggio comico.
Iniziò a recitare nel cinema nel 1907 alla Essanay Film Manufacturing Company, una casa di produzione di Chicago per la quale lavorò nei suoi primi anni di carriera. Tra il 1907 e il 1940, ha interpretato oltre duecento film. Lavorò, tra gli altri, con Charlie Chaplin, Mack Sennett, Stan Laurel e Oliver Hardy.
Morì il 1º luglio 1940, all'età di settant'anni, a Santa Monica. Venne sepolto nel Forest Lawn Memorial Park, a Los Angeles.
Viene citato nella canzone del gruppo Elio e le Storie Tese: Uomini col Borsello.

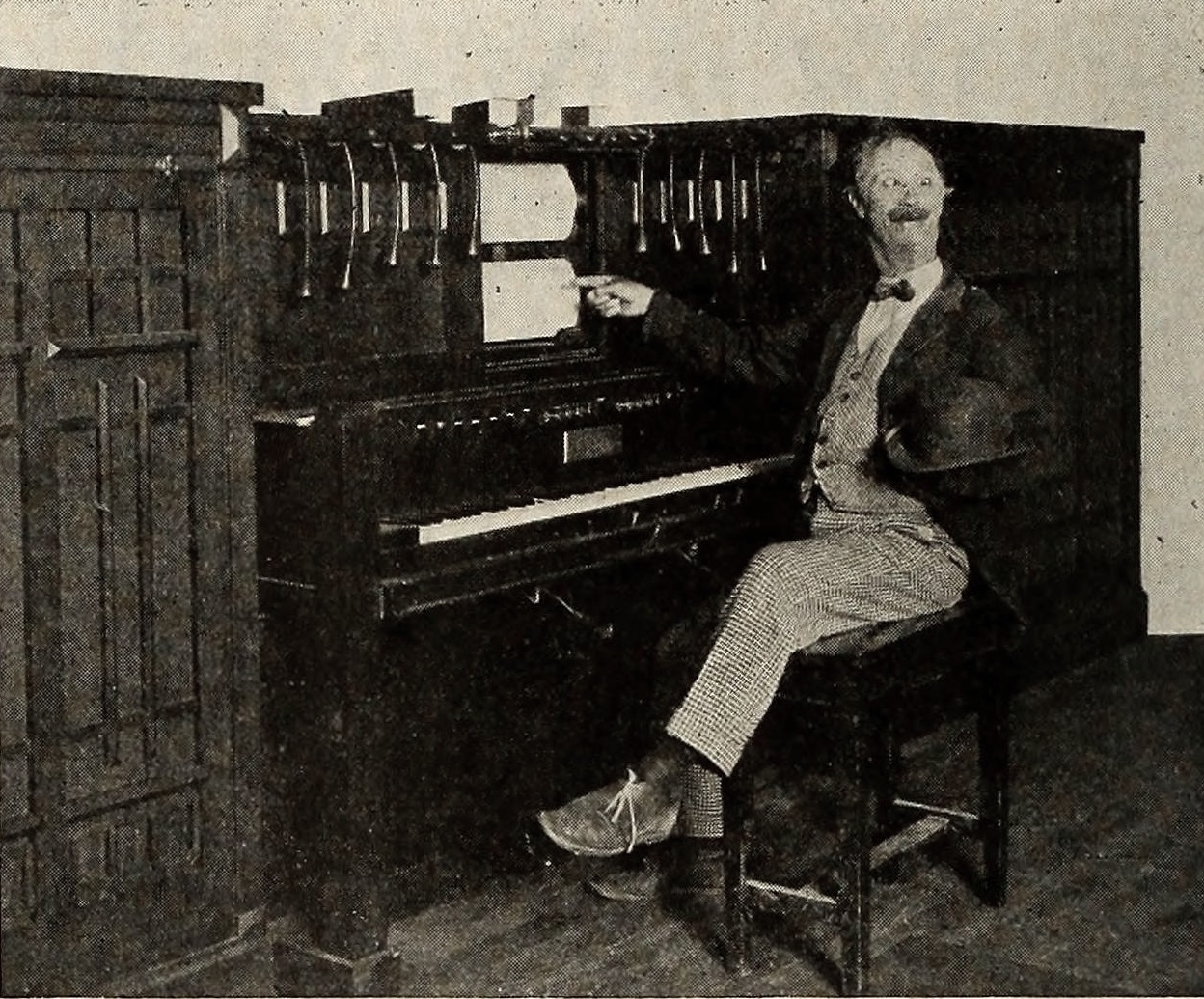
Ben Turpin con un photoplayer nel 1922

## Filmografia parziale
- An Awful Skate; or, The Hobo on Rollers, regia di Gilbert M. Anderson (1907)
- Mr. Inquisitive, regia di Gilbert M. 'Broncho Billy' Anderson (1907)
- A Free Lunch, regia di Gilbert M. 'Broncho Billy' Anderson (1907)
- The Younger Brothers, regia di E. Lawrence Lee (1908)
- Sweedie Collects for Charity (1914)
- Golf Champion 'Chick' Evans Links with Sweedie - cortometraggio (1914)
- Charlot principiante (His New Job), regia di Charlie Chaplin (1915)
- Sweedie Goes to College, regia di Richard Foster Baker (1915)
- Le notti bianche di Charlot (A Night Out), regia di Charlie Chaplin (1915)
- Charlot boxeur (The Champion), regia di Charlie Chaplin (1915)
- A Deep Sea Liar, regia di John Francis Dillon (1916)
- Carmen ovvero Carmen e Charlot (Burlesque on Carmen), regia di Charlie Chaplin (1916)
- Taming Target Center, regia di William Campbell, Hampton Del Ruth (1917)
- Sole Mates, regia di Herman C. Raymaker (1917)
- Bucking the Tiger, regia di Robin Williamson (1917)
- Salomè (Salome vs. Shenandoah), regia di Ray Grey, Ray Hunt e Erle C. Kenton (1919)
- Sarto per signora (A Lady's Tailor), regia di Ray Grey ed Erle C. Kenton (1919)
- Tutti in macchina (You Wouldn't Believe It), regia di Erle C. Kenton (1920)
- L'idolo del villaggio (A Small Town Idol), regia di Erle C. Kenton e Mack Sennett (1921)
- The Shriek of Araby, regia di F. Richard Jones (1923)
- Hollywood, regia di James Cruze (1923)
- Il principe consorte (The Love Parade), regia di Ernst Lubitsch (1929)
- Il trapezio della morte (Swing High), regia di Joseph Santley (1930)
- La sposa rapita (Our Wife), regia di James W. Horne (1931)
- C'era una volta un piccolo naviglio (Saps at Sea), regia di Gordon Douglas (1940)